# Лази (Бельський повіт)
Лази (пол. Łazy) — село в Польщі, у гміні Ясениця Бельського повіту Сілезького воєводства.
Населення — 839 осіб (2011).
У 1975-1998 роках село належало до Бельського воєводства.

## Демографія
Демографічна структура станом на 31 березня 2011 року:
|          | Загалом | Допрацездатний вік | Працездатний вік | Постпрацездатний вік |
| -------- | ------- | ------------------ | ---------------- | -------------------- |
| Чоловіки | 394     | 86                 | 275              | 33                   |
| Жінки    | 445     | 87                 | 278              | 80                   |
| Разом    | 839     | 173                | 553              | 113                  |